# Договор от Кемп Дейвид
Договорът от Кемп Дейвид (на английски: Camp David Accords) са две рамкови споразумения между Египет и Израел, договорени от Ануар Садат и Менахем Бегин на 17 септември 1978, след дванадесетдневни тайни преговори в Кемп Дейвид. Подписването на споразуменията става в Белия дом в присъствието на президента на САЩ Джими Картър, който има заслуга за постигането на съгласие. Второто от тези споразумения (A Framework for the Conclusion of a Peace Treaty between Egypt and Israel) води до подписване на мирен договор през март 1979 г. За сключването на Кемпдейвидските споразумения Садат и Бегин са удостоени с Нобелова награда за мир за 1978 г. Първото споразумение (A Framework for Peace in the Middle East) засяга палестинските територии, тогава под израелска окупация, но тъй като палестници не са поканени на преговорите, ООН осъжда сключеното споразумение.